# 刘守中
刘守中（1881年—1941年），字允丞、又字允臣，男，陕西富平人，中国军事人物、政治人物，曾任中国国民党第二届中央执行委员会执行委员，国民政府委员。